# Ларикова Стефанка Димитрова
Стефанка Димитрова Ла́рикова (нар. 6 вересня 1922, Русе — пом. 9 березня 1992, Київ) — українська художниця декоративно-ужиткового мистецтва; член Спілки радянських художників України з 1967 року. Дружина металофізика Леоніда Ларикова.

## Біографія
Народилася 6 вересня 1922 року в місті Русе (нині Болгарія). 1955 року закінчила Вищий інститут образотворчого мистецтва імені Миколи Павловича у Софії, де її педагогами були зокрема Стоян Райнов, Георгій Богданов, Любомир Далчев, Іван Ненов.
У 1956 році працювала художником Софійської текстильної експериментальної фабрики; протягом 1956—1962 років — Київського шовкового комбінату; з 1963 року — у Київській філії Всесоюзного науково-дослідного інституту технічної естетики: у 1967—1969 роках обіймала посаду провного художника-конструктора; з 1970 року виконувала замовлення монументального цеху Художього фонду України. Жила у Києві, в будинку на вулиці Уманській, № 35, квартира № 41. Померла у Києві 9 березня 1992 року.

## Творчість
Працювала в галузі декоративного мистецтва (промисловий текстиль, художня кераміка) та художнього конструювання. Серед робіт:
- керамічний горельєф «Рибалки» (1954);
- керамічні грати «Птахи» (1955, Будинок болгаро-радянської дружби в Софії);

візерунки для тканин
- «Ромашки» (1958);
- «Пір'я» (1958);
- «Хвилі» (1958);
- «Листя акації» (1958);
- «Горох» (1958);
- «Широке листя» (1958);
- «Пустеля» (1958);
- «Конвалії» (1959);
- «Квіти» (1959).

художнє оформлення
- радіоприймача, радіокомбайна, дитячих фільмоскопа і колясок, світильників, хлібниць (1965);
- набору емальованого посуду «Подарунковий» для Київського заводу столових приборів імені Фелікса Дзержинського (1966);
- баянів «Тоніка» і «Тембр» (обидва — 1966);
- піаніно «Ювілейне» для Чернігівської фабрики музичних інструментів імені Павла Постишев (1967);
- магазинів у Києві:
  - «Будинок музики» (1970, чеканки, гіпсові рельєфи);
  - «Будинок подарунків» (1971, рельєфна стіна при вході, чеканки, гіпсові рельєфи, ковані ґратки);
- їдалень:
  - ззводу «Метиз» У Києві (1972—1973, керамічні горельєфи);
  - заводу газової апаратури у Сумах (1973—1975, керамічні малі форми);

чеканки
- - «Музиканти» (1970);
  - «Маски співаючих» (1971);

Авторка циклу керамічних малих форм для дитячого магазину-кафе «Золотий ключик» у Тюмені (1980—1981).
Брала участь у республіканських виставках з 1957 року, зарубіжних — з 1958 року.